# Edifici del London París
L'Edifici del London París és un edifici de Montevideo, Uruguai.
Va ser inaugurat el 8 de març de 1908 i es troba al barri del Centro, sobre l'encreuament de l'avinguda 18 de Julio amb el carrer Río Negro. Va ser dissenyat per l'arquitecte M. Tapie i se li assigna l'estil de l'eclecticisme històric. El 2008 es va vendre per 700.000 dòlars estatunidencs i actualment compta amb un restaurant de menjar ràpid McDonald's.